# Mundial de Tenis Femenino do Interior
Il Mundial de Tenis Femenino do Interior è un torneo professionistico di tennis giocato su campi in terra rossa. Fa parte dell'ITF Women's Circuit. Si gioca annualmente a Campinas e São José do Rio Preto in Brasile.

## Albo d'oro

### Singolare
| Anno     | Campionessa        | Finalista            | Punteggio     |
| -------- | ------------------ | -------------------- | ------------- |
| 2013     | Florencia Molinero | María Irigoyen       | 0–6, 6–2, 6–3 |
| 2013 (2) | María Irigoyen     | Verónica Cepede Royg | 6–2, 6–2      |

### Doppio
| Anno     | Campionesse                        | Finaliste                                  | Punteggio        |
| -------- | ---------------------------------- | ------------------------------------------ | ---------------- |
| 2013     | Verónica Cepede Royg Adriana Pérez | María Fernanda Álvarez Terán Mailen Auroux | 4–6, 6–4, [11–9] |
| 2013 (2) | Verónica Cepede Royg Adriana Pérez | Florencia Molinero Carolina Zeballos       | 6–0, 6–1         |